# Khan al-Asal
Khan al-Assal (en árabe: خان العسل‎) es un distrito de la ciudad de Alepo en el norte de Siria. Es administrativamente un subdistrito de Alepo, que forma parte del distrito del Monte Simeón en la gobernación de Alepo. Khan al-Assal se encuentra a 12 kilómetros (7,5 millas) al oeste-suroeste del centro de Alepo.
El barrio está separado en una parte norte y sur por la carretera de Alepo a Idlib. La autopista Alepo-Damasco es el límite de la aldea en el sur. Una academia de policía se encuentra a 3 kilómetros (1,9 millas) al suroeste de Khan al-Assal. La Academia Militar de Al-Assad se encuentra a 5 kilómetros (3,1 millas) al este por el norte de Khan al-Assal. El pueblo de Kfar Da'el se encuentra a 5 kilómetros (3,1 millas) al norte por el este de Khan al-Assal.
Cerca del límite occidental de la parte norte de la aldea se encuentra una base de abastecimiento de combustible del ejército con depósitos de combustible subterráneos, estación de abastecimiento de combustible y varios búnkeres.

## Khan al-Assal durante la guerra civil siria
Durante la guerra civil siria, en la batalla del frente suroeste de Alepo, el pueblo y sus alrededores se han enfrentado a varios incidentes. Algunos de ellos violan el derecho internacional humanitario.

### 2013
Marzo :
- A principios de marzo de 2013, al menos 120 soldados / policías del gobierno y 80 rebeldes murieron durante una batalla por la Academia de Policía de Khan al-Asal.[3]
- El pueblo fue el lugar de un ataque con armas químicas el 19 de marzo de 2013, que resultó en al menos 26 muertos y más de 86 heridos. En el momento del incidente, se estaban produciendo bombardeos entre el ejército sirio y las fuerzas de la oposición, ubicadas en los alrededores de la aldea.[1]

Julio :
- La aldea fue tomada por fuerzas rebeldes el 22 de julio de 2013. A raíz de la caída de la aldea, las fuerzas rebeldes, y específicamente el Frente Al-Nusra, fueron acusadas de ejecutar a 51 soldados gubernamentales capturados. El material de video recopilado en línea por las Naciones Unidas indica que fueron ejecutados a balazos luego de su captura por miembros de la Brigada Ansar al-Khilafa.[2]

### 2020
Febrero :
- El ejército sirio liberó la aldea el 11 de febrero de 2020.[4]